# Braniborské fotbalové mistrovství
Braniborské fotbalové mistrovství (německy: Brandenburg Fußballmeisterschaft) byla nejvyšší fotbalová soutěž pořádající se na území německé provincie Braniborsko. Soutěž pořádala asociace Verband Brandenburgischer Ballspielvereine (VBB). V letech 1901 až 1911 se konalo na území Braniborska konkurenční mistrovství pořádané Märkischer Fußball-Bund (MFB). Obě soutěže se sloučily v roce 1912.

## Přehled
Německý fotbal byl od počátků organizován do jednotlivých regionálních svazů, které měli své vlastní soutěže. Ty existovaly ještě před vznikem prvního německého celostátního mistrovství v roce 1903. Právě vítězové (později i vicemistři) různých regionálních soutěží postupovaly do celostátní soutěže, která trvala necelý měsíc, v níž se pak kluby utkaly vyřazovacím způsobem. Zde je seznam regionálních soutěží až do jejich zrušení nacistickou stranou v roce 1933:
- Baltské fotbalové mistrovství – založené v roce 1908
- Braniborské fotbalové mistrovství – založené v roce 1898
- Jihoněmecké fotbalové mistrovství – založené v roce 1898
- Severoněmecké fotbalové mistrovství – založené v roce 1906
- Fotbalové mistrovství Severovýchodního Německa – založené v roce 1906
- Středoněmecké fotbalové mistrovství – založené v roce 1902
- Západoněmecké fotbalové mistrovství – založené v roce 1903

## Nejlepší kluby v historii - podle počtu titulů
| Vítězové nejvyšší ligové soutěže |        |                                                                        |
| Klub                             | Tituly | Vítězné ročníky                                                        |
| Hertha BSC                       | 12     | 1906, 1915, 1917, 1918, 1925, 1926, 1927, 1928, 1929, 1930, 1931, 1933 |
| BFC Viktoria 1889                | 8      | 1902, 1907, 1908, 1909, 1911, 1913, 1916, 1919                         |
| BFC Preussen                     | 5      | 1899, 1900, 1901, 1910, 1912                                           |
| Berliner SV 1892                 | 3      | 1898, 1903, 1904                                                       |
| 1. FC Union Berlin               | 2      | 1920, 1923                                                             |
| Union 92 Berlin                  | 1      | 1905                                                                   |
| Berliner BC 03                   | 1      | 1914                                                                   |
| Vorwärts 90 Berlin               | 1      | 1921                                                                   |
| SV Norden-Nordwest               | 1      | 1922                                                                   |
| BFC Alemannia 90                 | 1      | 1924                                                                   |
| Tennis Borussia Berlin           | 1      | 1932                                                                   |

## Vítězové jednotlivých ročníků
| Brandenburg Fußballmeisterschaft (1898 – 1933) |                               |                                 |                           |
| Ročník                                         | Braniborský mistr             | Umístění v německém mistrovství | Německý mistr             |
| 1898                                           | BTuFC Britannia 1892 (1)      | nekonalo se                     | nekonalo se               |
| 1898 – 1899                                    | BFC Preussen (1)              | nekonalo se                     | nekonalo se               |
| 1899 – 1900                                    | BFC Preussen (2)              | nekonalo se                     | nekonalo se               |
| 1900 – 1901                                    | BFC Preussen (3)              | nekonalo se                     | nekonalo se               |
| 1901 – 1902                                    | Berliner TuFC Viktoria 89 (1) | nekonalo se                     | nekonalo se               |
| 1902 – 1903                                    | BTuFC Britannia 1892 (2)      | Čtvrtfinále                     | VfB Leipzig               |
| 1903 – 1904                                    | BTuFC Britannia 1892 (3)      | Finále                          | nikdo                     |
| 1904 – 1905                                    | Union 92 Berlin (1)           | Vítěz                           | Union 92 Berlin           |
| 1905 – 1906                                    | Berliner FC Hertha 92 (1)     | Semifinále                      | VfB Leipzig               |
| 1906 – 1907                                    | Berliner TuFC Viktoria 89 (2) | Finále                          | Freiburger FC             |
| 1907 – 1908                                    | Berliner TuFC Viktoria 89 (3) | Vítěz                           | Berliner TuFC Viktoria 89 |
| 1908 – 1909                                    | Berliner TuFC Viktoria 89 (4) | Finále                          | Karlsruher FC Phönix      |
| 1909 – 1910                                    | BFC Preussen (4)              | Čtvrtfinále                     | Karlsruher FV             |
| 1910 – 1911                                    | Berliner TuFC Viktoria 89 (5) | Vítěz                           | Berliner TuFC Viktoria 89 |
| 1911 – 1912                                    | BFC Preussen (5)              | Čtvrtfinále                     | Holstein Kiel             |
| 1912 – 1913                                    | Berliner TuFC Viktoria 89 (6) | Semifinále                      | VfB Leipzig               |
| 1913 – 1914                                    | Berliner BC (1)               | Semifinále                      | SpVgg Fürth               |
| 1914 – 1915                                    | Berliner FC Hertha 92 (2)     | nekonalo se                     | nekonalo se               |
| 1915 – 1916                                    | Berliner TuFC Viktoria 89 (7) | nekonalo se                     | nekonalo se               |
| 1916 – 1917                                    | Berliner FC Hertha 92 (3)     | nekonalo se                     | nekonalo se               |
| 1917 – 1918                                    | Berliner FC Hertha 92 (4)     | nekonalo se                     | nekonalo se               |
| 1918 – 1919                                    | Berliner TuFC Viktoria 89 (8) | nekonalo se                     | nekonalo se               |
| 1919 – 1920                                    | SC Union Oberschöneweide (1)  | Čtvrtfinále                     | 1. FC Norimberk           |
| 1920 – 1921                                    | Vorwärts 90 Berlin (1)        | Finále                          | 1. FC Norimberk           |
| 1921 – 1922                                    | SV Norden-Nordwest 1)         | Semifinále                      | žádný                     |
| 1922 – 1923                                    | SC Union Oberschöneweide (2)  | Finále                          | Hamburger SV              |
| 1923 – 1924                                    | BTuFC Alemannia 90 Berlin (1) | Čtvrtfinále                     | 1. FC Norimberk           |
| 1924 – 1925                                    | Hertha BSC (5)                | Semifinále                      | 1. FC Norimberk           |
| 1925 – 1926                                    | Hertha BSC (6)                | Finále                          | SpVgg Fürth               |
| 1926 – 1927                                    | Hertha BSC (7)                | Finále                          | 1. FC Norimberk           |
| 1927 – 1928                                    | Hertha BSC (8)                | Finále                          | Hamburger SV              |
| 1928 – 1929                                    | Hertha BSC (9)                | Finále                          | SpVgg Fürth               |
| 1929 – 1930                                    | Hertha BSC (10)               | Vítěz                           | Hertha BSC                |
| 1930 – 1931                                    | Hertha BSC (11)               | Vítěz                           | Hertha BSC                |
| 1931 – 1932                                    | Tennis Borussia Berlin (1)    | Čtvrtfinále                     | FC Bayern Mnichov         |
| 1932 – 1933                                    | Hertha BSC (12)               | Osmifinále                      | Fortuna Düsseldorf        |

## Berlínské mistrovství MFB

### Nejlepší kluby v historii - podle počtu titulů
| Vítězové nejvyšší ligové soutěže |        |                  |
| Klub                             | Tituly | Vítězné ročníky  |
| SC Tasmania 1900 Berlin          | 3      | 1909, 1910, 1911 |
| Vorwärts 90 Berlin               | 2      | 1902, 1903       |
| BTuFC Alemannia 90 Berlin        | 2      | 1905, 1907       |
| SV Norden-Nordwest               | 2      | 1906, 1908       |
| BTuFC Rapide                     | 1      | 1902             |
| Weißenseer FC                    | 1      | 1904             |

### Vítězové jednotlivých ročníků
| Märkisch Fußballmeisterschaft (1901 – 1911) |                                           |                                 |                           |
| Ročník                                      | Berlínský mistr MFB                       | Umístění v německém mistrovství | Německý mistr             |
| 1901 – 1902                                 | BTuFC Rapide (1) a Vorwärts 90 Berlin (1) | nekonalo se                     | nekonalo se               |
| 1902 – 1903                                 | Vorwärts 90 Berlin (2)                    | bez účasti                      | VfB Leipzig               |
| 1903 – 1904                                 | Weißensee 1900 (1)                        | bez účasti                      | nikdo                     |
| 1904 – 1905                                 | BTuFC Alemannia 90 Berlin (1)             | bez účasti                      | Union 92 Berlin           |
| 1905 – 1906                                 | SV Norden-Nordwest (1)                    | Čtvrtfinále                     | VfB Leipzig               |
| 1906 – 1907                                 | BTuFC Alemannia 90 Berlin (2)             | Předkolo                        | Freiburger FC             |
| 1907 – 1908                                 | SV Norden-Nordwest (2)                    | Předkolo                        | Berliner TuFC Viktoria 89 |
| 1908 – 1909                                 | FC Tasmania Rixdorf (1)                   | Čtvrtfinále                     | Karlsruher FC Phönix      |
| 1909 – 1910                                 | FC Tasmania Rixdorf (2)                   | Semifinále                      | Karlsruher FV             |
| 1910 – 1911                                 | FC Tasmania Rixdorf (3)                   | Čtvrtfinále                     | Berliner TuFC Viktoria 89 |